# Pine Mountain State Resort Park

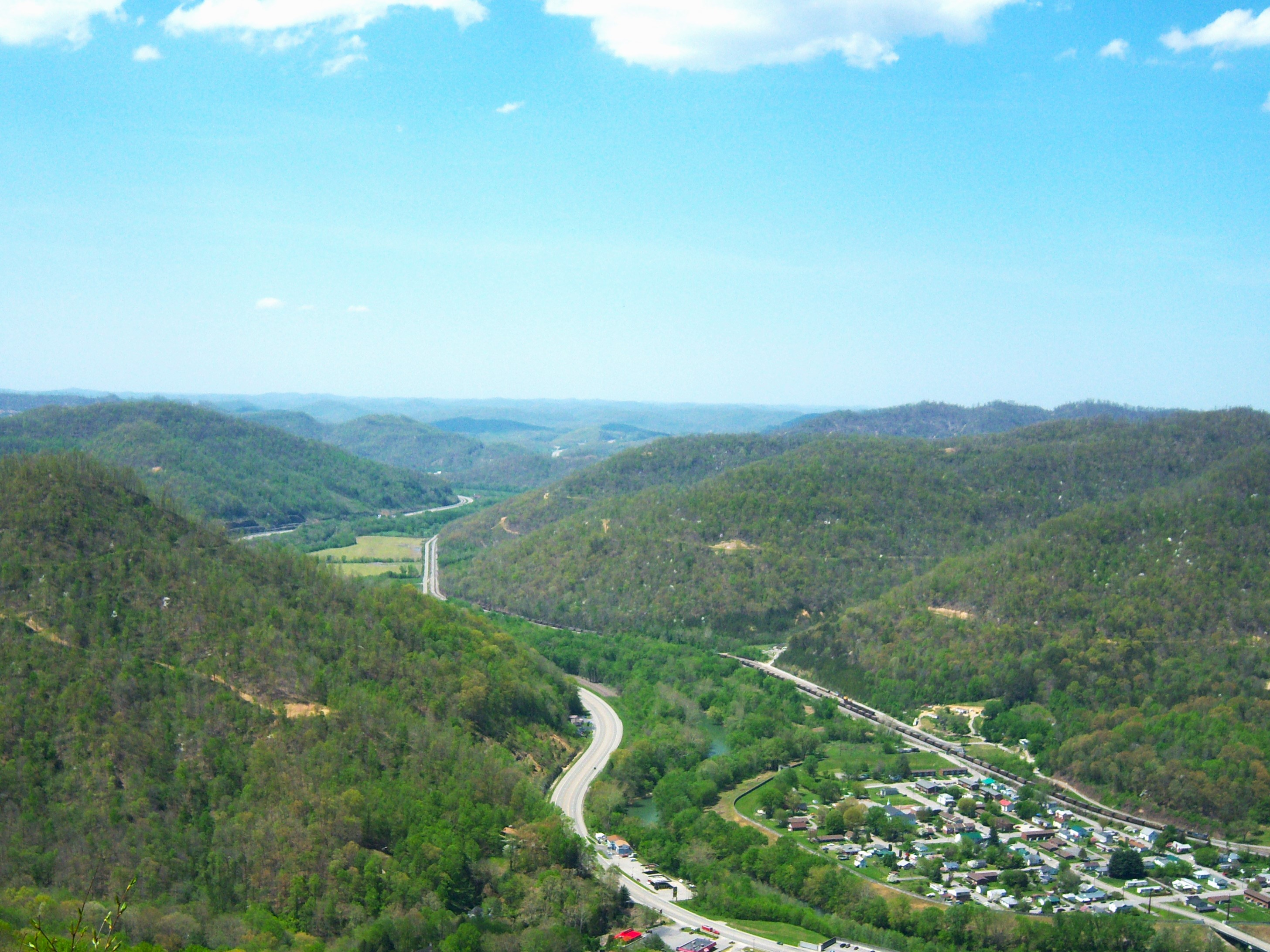
Panorama vom Pine Mountain State Resort Park

Der Pine Mountain State Resort Park ist ein 615 Hektar großer State Park im Bell County im US-Bundesstaat Kentucky. Er wurde 1924 gegründet und ist damit der älteste State Park in Kentucky.

## Anlage
Der Park liegt bei Pineville in den südöstlichen Bergen der Pine Mountains, einem 200 Kilometer langen Höhenzug der Cumberland Mountains, die sich von Pineville bis zur Grenze nach Virginia erstrecken. Der Park grenzt an den Kentucky Ridge State Forest. Er verfügt als Resort Park über eine Lodge mit 30 Zimmern und einem Restaurant. Der älteste Teil der Lodge, die Upper Lobby, wurde in den 1930er Jahren vom Civilian Conservation Corps aus Sandstein und Kastanienholz als Parkbüro errichtet. Zusätzliche Übernachtungsmöglichkeiten bieten 20 Hütten, von denen noch neun aus den 1930er Jahren stammen. Außerdem enthält der Park den Wasioto Winds Golf Course, einen 18-Lochplatz, ein Freibad, einen Spielplatz sowie eine Mini-Golfanlage.

Eine Attraktion des Parks ist der Chained Rock, ein gigantischer Felsen auf einer Klippe über Pineville. 1933 hatten Fred Chappell, Pat Caton und Arthur Asher, drei Teenager aus Pineville, die Idee, den Felsen so auf dem Berg aufzustellen und mit einer mächtigen Kette an die Klippe anzuketten, dass es den Anschein hat, die Kette sichere den Felsen vor dem Absturz auf die Stadt. Mit zahlreichen Helfern und Unterstützern wurde der Felsen in zwei Teilen auf der Klippe aufgestellt und mit einer 1,5 Tonnen schweren Kette befestigt. Die Waldlichtung Laurel Cove im Park wurde in ein Freilicht-Amphitheater mit 2000 Sitzplätzen verwandelt, in der am letzten Wochenende im Mai das Laurel Mountain Festival gefeiert wird. Durch den Park führen neun verschiedene Wanderwege mit insgesamt 19 Kilometern Länge.

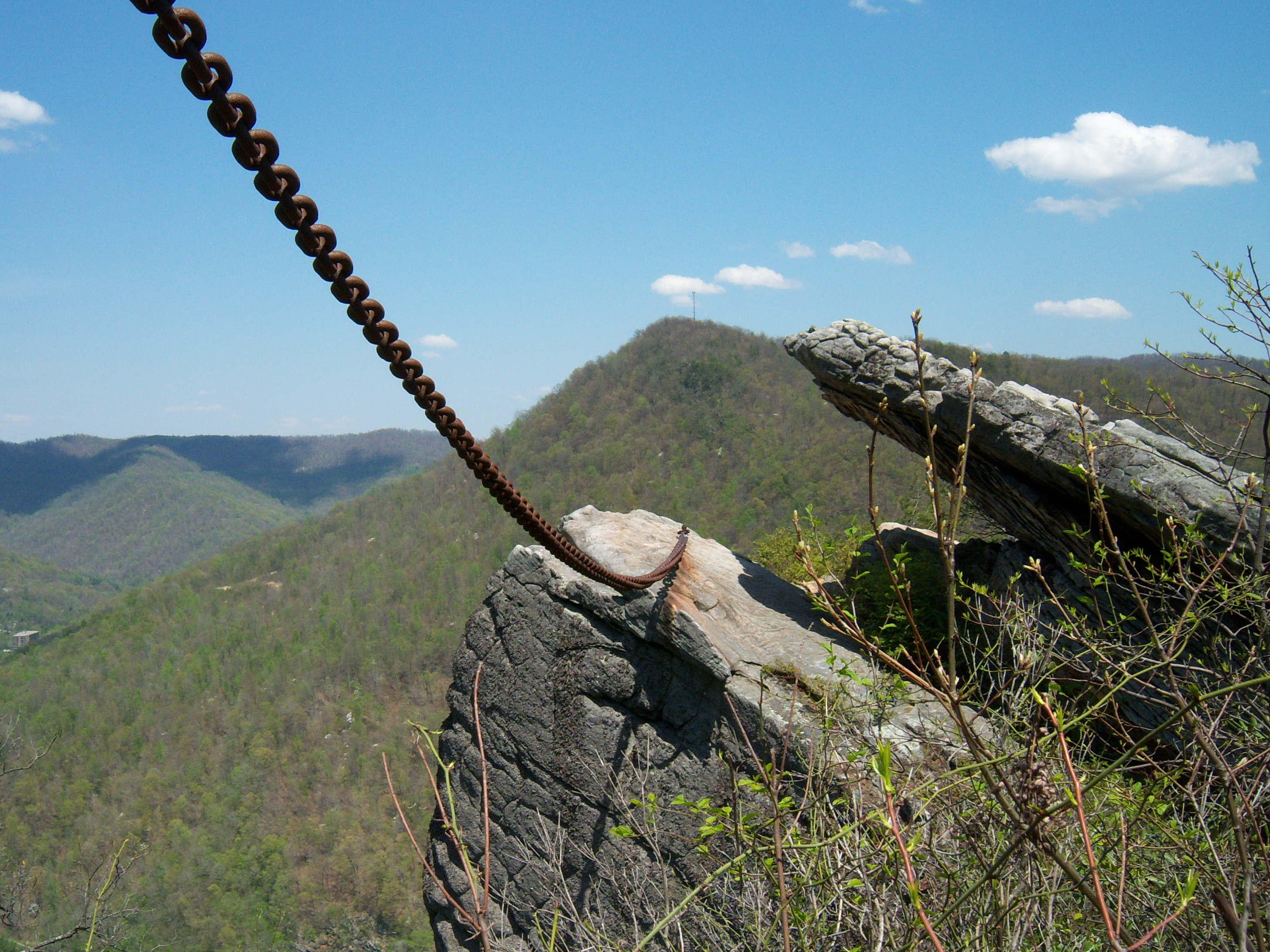
Chained Rock

## Flora und Fauna
Der Park ist mit einem Urwald aus Buchen, Hemlocktannen und Tulpenbäumen bedeckt. Von den zahlreichen anderen Pflanzenarten, die im Park vorkommen, sind Lorbeerrosen sowie Corydalis flavula, die in den trockenen Wäldern im Park wächst und sonst in der Region nicht vorkommt, besonders zu erwähnen. Der Park beherbergt eine wachsende Population von Schwarzbären.

## Geschichte
1924 schenkten zahlreiche Bürger der Stadt Pineville das Gelände dem Staat, der hier den ersten State Park Kentuckys eröffnete. Gegründet wurde der Park unter dem Namen Cumberland State Park, bis 1938 der Cumberland Falls State Park gegründet wurde. Um Verwechslungen zu vermeiden, wurde der Cumberland State Park in Pine Mountains State Park umbenannt. In den 1920er Jahren war der Park nur wenig erschlossen, bis ab 1933 das Civilian Conservation Corps den Park mit Wegen, Brücken und den ersten Übernachtungshütten ausbaute. In den 1960er Jahren erfolgte der zweite große Ausbau des Parks, als die Lodge, weitere Übernachtungshütten, das Freibad sowie der Golfplatz errichtet wurde. Die Lodge wurde nach Herndon J. Evans, einem Herausgeber der Lokalzeitung Lexington Herald-Leader, benannt. Von 1997 bis 1999 wurden die Gebäude und Anlagen umfassend renoviert.